# Filip Suchý
Filip Suchý (5. října 1995 – 2. května 2019 Řeporyje) byl český fotbalový obránce z SK Kladno a FK Litoměřicko, který zemřel při automobilové nehodě na pražském okruhu u Řeporyjí.

## Hráčská kariéra
- 2003–2016 SK Kladno
- 2016–2017 FK Litoměřicko
- 2017–2019 SK Kladno